# Владин (князь)
Владин или Владан — легендарный правитель южных славян, сын Селимира.
Согласно летописям, прибыл из-за булгар, освоил земли Силлодуксье в Македонии, а затем «Всю латинскую провинцию, известную как Румыния, ныне называемая Мавровлахия».
Владин, как и император Константинополя, был не в состоянии одержать военную победу над болгарами и поэтому заключил с ними мир.
Как информирует хроники «оба народа, то есть готы, будучи славянами и болгарами, имели общий язык и были язычниками, вот почему они хорошо относились друг к другу».
После смерти Владина, трон занял его сын Ратомир.